# De zeven jagers
De zeven jagers is het eerste stripverhaal uit de reeks van De Geuzen. Het is geschreven door Willy Vandersteen en verscheen in 1985.

## Personages
In dit verhaal spelen de volgende personages mee:
- Boer Carolus en zijn vrouw Boelkin, Veerle (dochter boer Carolus), Weerlicht (het witte paard), Hannes (troubadour en geus), Dulle Griet, de Zeven Jagers (haat, nijd, gulzigheid, gramschap, luiheid, onkuisheid en hovaardigheid), Tamme (knecht), Spaanse soldaten, zwerver, Nolf (bakker) en zijn vrouw, bakker, ruiter, boeren, Johan Rattenbol (baljuw van Schalkendael, J.R.), Alexis Kollenbie (rijke dame, beheert graanhandel), Spaanse patrouille, commandant, Dostranamus (alchemist, magiër) en zijn vrouw Alwina, Knullus (miniatuurmensje), Willem van Oranje en zijn mannen, Spaansgezinde edelen, Spaanse edelen, hertog van Alva, Roodrokken, generaal Sangria de Pajella en zijn leger, koerier.

## Locaties
Dit verhaal speelt zich af op de volgende locaties:
- Schalkendael, bakkerij, de wallen, bouwwerf, herberg, kanaal, Bierbeke, klokkenhoeve van boer Carolus, ruïne, bouwvallige stal, woning en laboratorium van Dostranamus, watermolen, Zoniënwoud, paviljoen, Brussel.

## Het verhaal

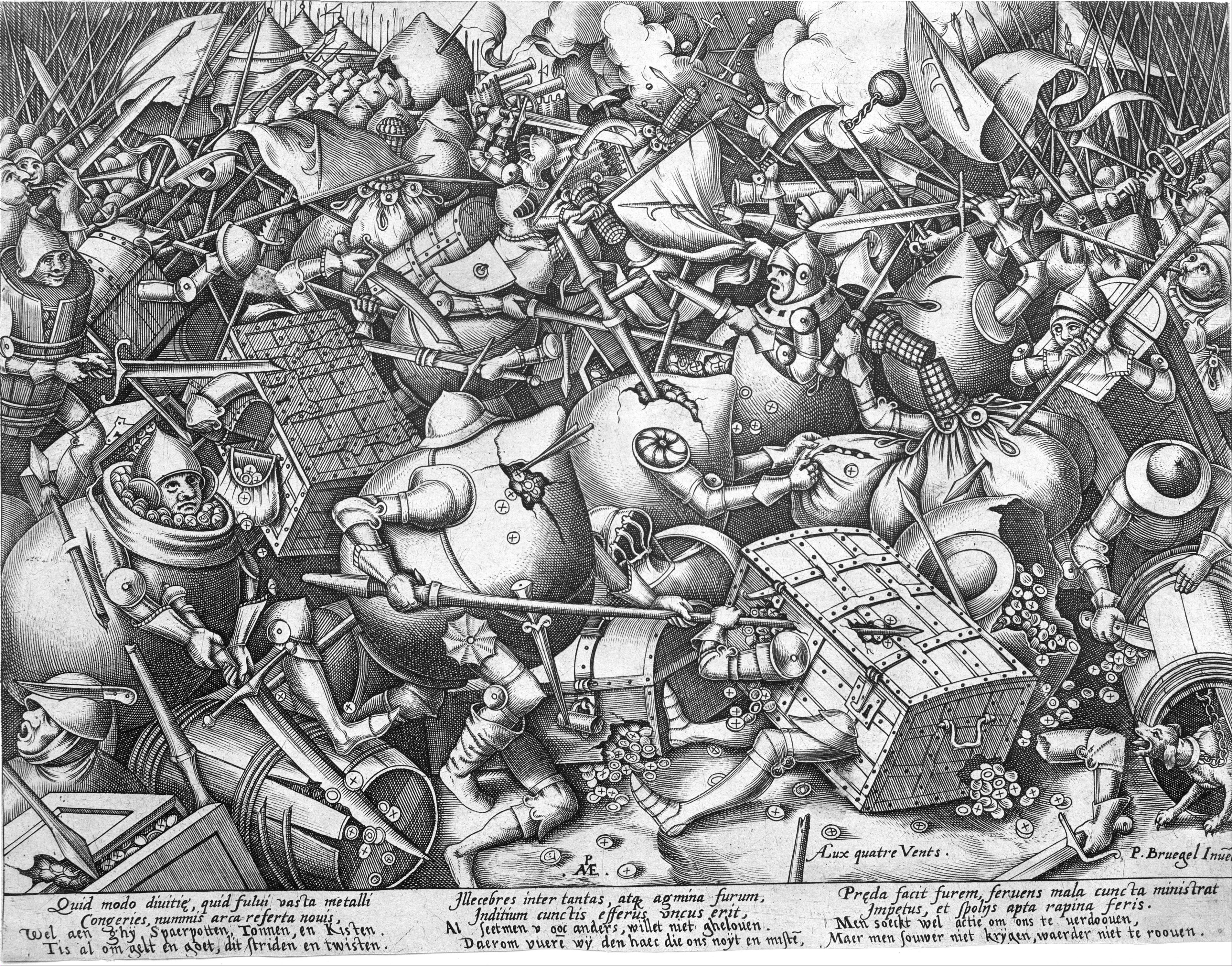
De strijd van de spaarpotten en de geldkoffers

Het verhaal begint met een oorlogssatire naar een gravure van Pieter Bruegel de Oude: 'De strijd van de spaarpotten en de geldkoffers' ('t is al om geld en goed, dat strijden en twisten). Filips II van Spanje heerst over de Lage Landen. Het volk komt in opstand, prins Willem van Oranje organiseert het verzet van de geuzen. Filips II wil deze opstand neerslaan.
Veerle ontmoet Hannes stiekem in het veld en vertelt over een droom. Ze zag zeven griezelige figuren over een weg met doodshoofden lopen en ze trokken een kar met een reusachtig ei. Het waren de zeven hoofdzonden en ze legden het ei op brandende takkenbossen. Uit het ei verscheen Dulle Griet, symbool van oorlog en ellende. Tamme waarschuwt dat boer Carolus nadert en Veerle en Hannes vertrekken snel. In Schalkendael ontmoet Hannes bakker Nolf, die de prins in Brussel ontmoet heeft. Hij vertelt dat het leger versterkt zal worden met Duitse huurlingen. Hannes moet die nacht een lijst met wapenopslagplaatsen naar de ruïne brengen, daar zal een ruiter op hem wachten. Hannes gaat eerst naar Veerle en zij vertelt dat ze opnieuw over Dulle Griet heeft gedroomd. Ze raasde in de wolken, voortgetrokken door twee paarden, en droeg een kruik.
Bij de ruïne hoort Hannes van de ruiter dat het leger bij de Duitse grens is. Dan worden ze overvallen, maar kunnen ontkomen. De volgende dag horen Hannes en Veerle dat Tamme een kruik op zijn hoofd heeft gekregen. Veerle wil gaan zoeken en ziet hoe er benen uit de kruik verschijnen. De kruik gaat ervandoor, maar Hannes gelooft haar niet. Dan ziet Hannes zelf de kruik en zet de achtervolging in. Hij ziet hoe de baljuw en een vrouw in problemen komen tijdens de jacht en hij kan Alexis redden van een everzwijn. Ze probeert Hannes te verleiden, maar dit wordt gezien door Veerle. Veerle huilt uit in een bouwvallige stal en ziet dan de Dulle Griet en haar Zeven Jagers. Ze krijgen het net, de valk, de hond, de kruisboog en het wolfijzer om de kruik te vinden.
Veerle wordt gezien, maar kan ontkomen. Ze treft Hannes en vertelt dat ze jaloers was. Alexis ziet hoe het stel weer samen komt en zint op wraak. De Zeven Jagers zetten valstrikken op een bouwwerf op de wallen, maar lopen hier zelf ook in. Veerle en Hannes zien de kruik in een valstrik lopen. Er nadert een patrouille Spanjaarden en Veerle haalt een vaatje buskruit. Ze ondermijnen de brug en deze wordt opgeblazen als de Spanjaarden er zijn. Hannes en Veerle kunnen de kruik pakken, maar deze ontsnapt. De valk grijpt de kruik, maar opnieuw kan de kruik ontkomen. Alexis ontmoet de Spaanse patrouille en vertelt dat er een hinderlaag bij de klokkenhoeve moet worden gelegd. Hannes kan echter ontkomen en verstopt zich tussen het brandhout. Carolus zet de Spanjaarden op een dwaalspoor als hij van zijn vrouw hoort dat Hannes een geus is. Hierdoor storen de Spanjaarden Tamme tijdens het eten en worden door hem verslagen.

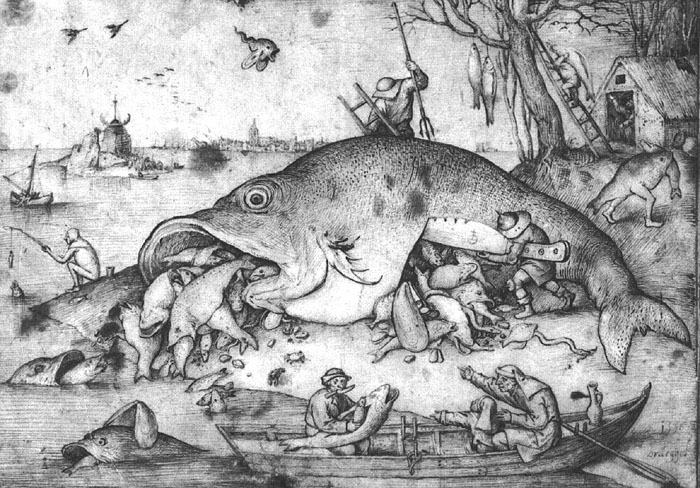
De grote vissen eten de kleine van Pieter Bruegel de Oude

Carolus achtervolgt Hannes dan toch, omdat hij niet wil dat hij omgaat met zijn dochter. Veerle vertelt haar moeder over de geheimzinnige kruik en de Zeven Jagers. Boelkin raadt aan om Dostranamus te bezoeken en Hannes en Veerle gaan naar hem toe. Ze kijken met Alwina op de T.V. (Tekening Verwerker) naar de gravure De grote vissen eten de kleine van Pieter Bruegel terwijl Dostranamus een experiment voor een laxeermiddel uitvoert. In een hoek ziet Alwina een grote vis die nog niks heeft gekregen en ze begint te huilen. Dostranamus laat Knullus zien, zoals zijn voorganger Paracelsus bakte hij uit klei een miniatuurmensje en bracht hem met toverformules tot leven. Knullus is simpel van geest en kan niet praten, maar kan wel in tijd en ruimte zien via een magisch blazoen. Deze helm levert commentaar op de visioenen van Knullus.
Het blazoen vertelt dat het figuurtje in de kruik het geweten van de hertog van Alva is die de geuzen komt straffen. De hertog van Alva verkocht zijn geweten aan Dulle Griet in ruil voor een overwinning in een veldslag. Filips II zond Alva naar Brussel en Dulle Griet wil voorkomen dat Alva zijn geweten terug krijgt. Dostranamus en Alwina zijn eeuwig verliefd en hierdoor laat Dostranamus Knullus te lang alleen. Knullus raakt oververhit en moet eerst afkoelen voor hij kan vertellen waar de kruik nu is. De Zeven Jagers zien de kruik bij een watermolen, maar deze kan via de rivier en een tunnel ontkomen. De kruik rust uit in een hooiopper, Knullus is inmiddels afgekoeld en laat de verblijfplaats zien. Hannes gaat naar Tamme en wil de Zeven Jagers uitschakelen. Knullus drinkt een karaf wijn en de toverkracht neemt af. 
Veerle rijdt op Witte Weerlicht en kan de kruik redden als de hooiopper in een brandstapel is veranderd door brandende pijlen van de Zeven Jagers. Witte Weerlicht struikelt, maar Hannes en Tamme kunnen Veerle en de kruik redden. De kruik vraagt om naar Alva in Brussel gebracht te worden en Hannes vertrekt. Tamme stopt de Zeven Jagers in een gewelf en maakt de ingang dicht met puin. Een pelgrim ziet Hannes en de kruik en vertelt dit tegen een andere pelgrim, het zijn de baljuw en Alexis in vermomming. Alexis verwacht een graanschip voor Schalkendael, maar wil het graan in haar eigen schuren opslaan. Ze wil dat er een opstand komt van de geuzen, waarna een oorlog zal beginnen. De graanprijs zal dan enorm stijgen en in ruil voor hulp zal Alexis de baljuw een deel van de winst geven. De baljuw beschikt over rivierschuiten en deze zullen voor de smokkel gebruikt worden.
De baljuw gaat vermomd naar Hannes en vertelt dat hij geen vrede wil en bedreigt hem met een vuurwapen. Witte Weerlicht verslaat de overvaller, maar deze kan ontkomen. Dan verschijnt Willem van Oranje en hij vertelt dat hij naar de Duitse grens rijdt, hij wordt door Spaansgezinde edelen achtervolgd. Hannes vertelt het verhaal, maar de prins gelooft hem niet. De Spaansgezinde edelen verschijnen en de prins rijdt verder, terwijl Hannes de achtervolgers wegjaagt. Hannes komt de volgende ochtend bij het Zoniënwoud bij Brussel en ziet Spaanse edelen tijdens een hertenjacht. Ze gaan naar een paviljoen en Hannes gaat ook naar binnen. Hij ontmoet Alva en vertelt dat hij het geweten van hem teruggevonden heeft en vraagt om vrede. Alva schiet de kruik stuk en doodt zijn geweten. Hannes kan ontkomen en vertelt in een herberg in Schalkendael wat er aan de hand is. De geuzen zijn eensgezind en leggen de volgende dag een hinderlaag bij het kanaal.
Er verschijnen twee schuiten, bewaakt door Roodrokken en Hannes gooit een kruik met buskruit. De aanval begint en de geuzen winnen, met enige hulp van Veerle. De Roodrokken worden aan wal gezet en de geuzen varen naar Schalkendael. Het Spaanse garnizoen wordt verjaagd en de baljuw en Alexis besluiten te vluchten. Ze vertellen dat ze opdracht kregen om naar Engeland te varen om koningin Elizabeth om bijstand te vragen. Het plan lukt en de baljuw en Alexis vertrekken. Hannes heeft de leiding en laat de stadswallen in staat van verdediging brengen. Enkele dagen later verschijnt een legermacht en een kanonskogel slaat een bres in het puin voor het gewelf. De Zeven Jagers komen vrij en zoeken naar Dulle Griet. Een koerier vertelt dat de prins niet zal komen, de Duitse huurlingen deserteerden. De prins moet nu een nieuw leger vormen. Hannes en Veerle besluiten Dostranamus om hulp te vragen. De magiër maakt een elixer en geeft dit aan Knullus. In het kamp wordt feestgevierd en Knullus doet het elixer in de vaten. 

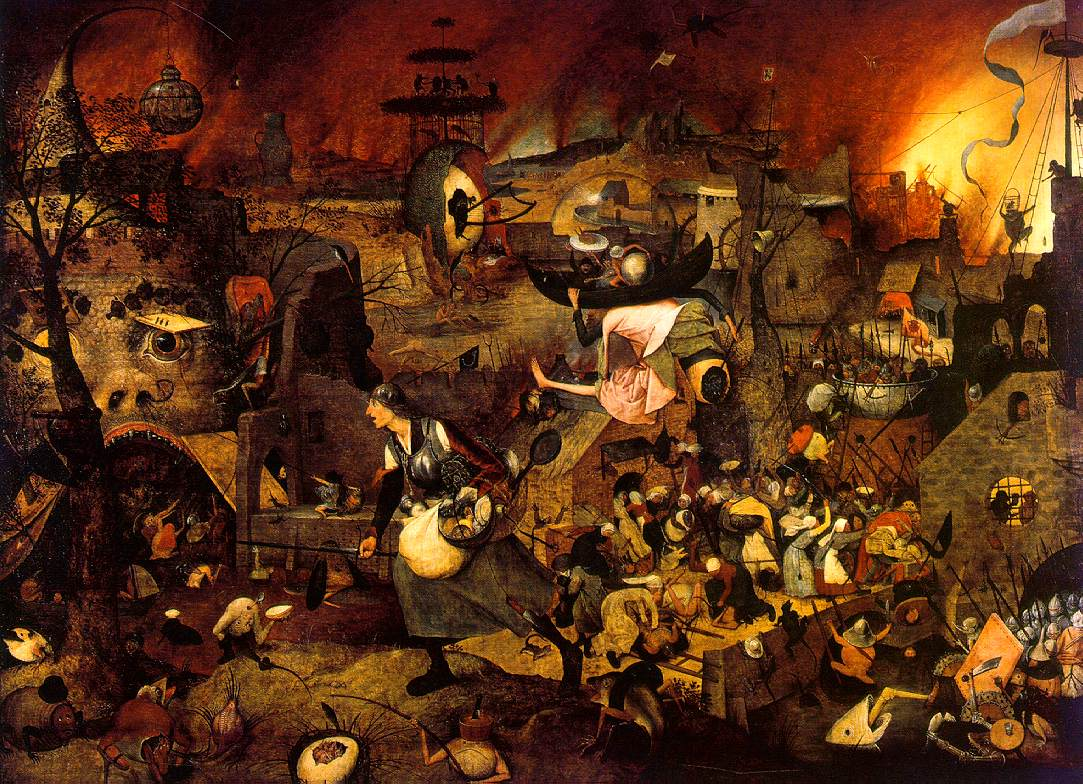
De dulle griet van Pieter Breughel de Oude

De volgende dag blijken de Spanjaarden allen kinds te zijn. De geuzen vallen aan en de Spanjaarden slaan op de vlucht. De opstand is ingeluid, maar nu zal een harde strijd voor de vrijheid aanbreken. Na de overwinning komen meerdere steden in opstand en de hertog van Alva zendt zijn bekwaamste veldheren om de opstand te onderdrukken. Dulle Griet zweeft triomfantelijk boven de Spaanse vendels, steden worden geplunderd. Met corrupte rechtspraak en brandstapels en galgen wordt geprobeerd de opstand neer te slaan. Maar Willem van Oranje blijft de vijand bestrijden. Hannes vertelt Veerle dat hij naar haar hand wil vragen, als de vrijheid is herwonnen. Hij sluit zich eerst aan bij het leger van de prins. Veerle zegt op hem te wachten.

## Achtergronden
- De Dulle Griet verscheen ook in het Suske en Wiske-album De dulle griet.

De zeven jagers ·
De ekster op de galg ·
Flodderbes, de heks ·
De rattenvanger ·
Soetkin, de waanzinnige ·
Onheil boven Damme ·
Strijd om slot Loevestein ·
Verraad in Duindijke ·
De nacht van de satanszoon ·
De wildeman van Gaasbeek